# Canazei

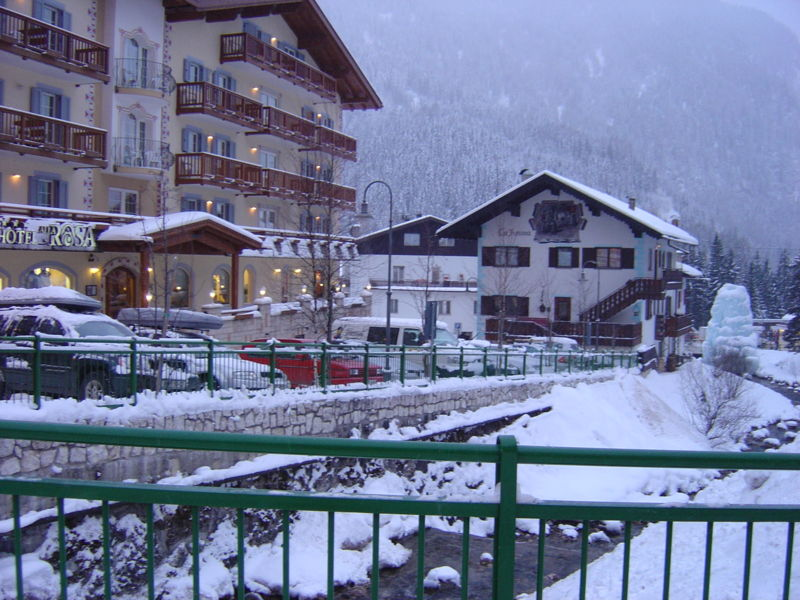
Canazei

Canazei  este o comună situată pe valea Val di Fassa provincia Trento, Italia. Locul este o atracție turistică iarna și vara, el fiind amplasat la o încrucișare de drumuri cu trecători spre Dolomiți ca de exemplu Passo di Fédaia spre Belluno. 

## Demografie
Canazei - evoluția demografică

|  | Graficele sunt indisponibile din cauza unor probleme tehnice. Mai multe informații se găsesc la Phabricator și la wiki-ul MediaWiki. |

Date: Recensăminte sau birourile de statistică - grafică realizată de Wikipedia